# Wiktor Zakliński
Wiktor Antoni Franciszek Zakliński (ur. 14 stycznia 1893, zm. ?) – kapitan żandarmerii Wojska Polskiego i inspektor Straży Granicznej.

## Życiorys
Od 12 czerwca 1921 roku pełnił służbę w Dywizjonie Żandarmerii Wojskowej Nr 3 na stanowisku dowódcy Plutonu Kielce, a jego oddziałem macierzystym był 70 pułk piechoty. 3 maja 1922 roku został zweryfikowany w stopniu kapitana ze starszeństwem z dniem 1 czerwca 1919 roku i 39. lokatą w korpusie oficerów żandarmerii, a jego oddziałem macierzystym był wówczas 10 dywizjon żandarmerii w Przemyślu. W następnych latach kontynuował służbę w przemyskim dywizjonie. 17 marca 1927 roku został przeniesiony do Korpusu Ochrony Pogranicza z równoczesnym przeniesieniem do kadry oficerów żandarmerii. Pełnił służbę w dywizjonie żandarmerii KOP. Z dniem 28 lutego 1928 roku został przeniesiony do rezerwy. W 1934 roku, jako kapitan rezerwy żandarmerii, pozostawał w ewidencji Powiatowej Komendy Uzupełnień Stryj. Posiadał przydział do Oficerskiej Kadry Okręgowej Nr VI. Był wówczas w grupie oficerów „pełniących służbę w Straży Granicznej” .
Od marca 1929 roku był kierownikiem Ekspozytury Inspektoratu Ceł w Gdańsku. W następnym roku został komendantem Inspektoratu Granicznego „Stryj”. Od czerwca 1933 roku do 23 stycznia 1935 roku był komendantem Małopolskiego Inspektoratu Okręgowego Straży Granicznej w Sanoku, a następnie komendantem Inspektorat Graniczny „Bielsko” .

## Ordery i odznaczenia
- Krzyż Walecznych
- Złoty Krzyż Zasługi (16 marca 1934)[12]
- Medal Pamiątkowy za Wojnę 1918–1921[13]
- Medal Dziesięciolecia Odzyskanej Niepodległości[14]
- Oficer Orderu Korony Rumunii (Rumunia)